# Chlotrudis Awards/Bestes Schauspielensemble
Seit 2001 wird bei den Chlotrudis Awards das Beste Ensemble geehrt.

## Ausgezeichnete Filmensembles
| Jahr | Film                                                         | Weitere Nominierte |
| ---- | ------------------------------------------------------------ | --- |
| 2001 | The Five Senses                                              | George Washington Requiem for a Dream State and Main Timecode Traffic – Macht des Kartells                                                   |
| 2002 | Sexy Beast Publikumspreis: Sexy Beast                        | Our Song Lust auf Anderes Zusammen! Ein Sommer in Hanoi (The Vertical Ray of the Sun) Yi Yi – A One and a Two                                |
| 2003 | Gosford Park und Italienisch für Anfänger                    | 8 Frauen Letzte Runde Lovely & Amazing Monsoon Wedding                                                                                       |
| 2004 | Station Agent                                                | The Event Godzilla, Mothra and King Ghidorah Das Herz kennt kein Gesetz (Lawless Heart) Marion Bridge Für immer und ewig Take Care of My Cat |
| 2005 | Trilogie: Après la vie – Nach dem Leben                      | Coffee and Cigarettes Dogville Saved! – Die Highschool-Missionarinnen Sideways Vera Drake                                                    |
| 2006 | Ich und Du und Alle, die wir kennen                          | Die besten Jahre Happy Endings Nobody Knows Der Tintenfisch und der Wal Wilby Wonderful                                                      |
| 2007 | Little Miss Sunshine                                         | Mexican Kids – Temporada de patos Es lebe Hollywood Die History Boys – Fürs Leben lernen L’auberge espagnole – Wiedersehen in St. Petersburg |
| 2008 | Jennas Kuchen – Für Liebe gibt es kein Rezept                | Exiled The Host Lars und die Frauen Linda Linda Linda No Country for Old Men                                                                 |
| 2009 | Monkey Warfare                                               | Die Band von nebenan Auf der anderen Seite Meduzot Synecdoche, New York                                                                      |
| 2010 | Kabinett außer Kontrolle und Nader und Simin – Eine Trennung | 35 Rum Aruitemo aruitemo Das weiße Band – Eine deutsche Kindergeschichte Ende eines Sommers (L'Heure d'été)                                  |
| 2011 | The Kids Are All Right                                       | Königreich des Verbrechens Down Terrace Jack in Love Micmacs – Uns gehört Paris! Please Give                                                 |
| 2012 | Another Year                                                 | The Artist Der große Crash – Margin Call Midnight in Paris Dame, König, As, Spion                                                            |
| 2013 | Moonrise Kingdom                                             | Killer Joe Once Upon a Time in Anatolia Vielleicht lieber morgen Die Königin und der Leibarzt Silver Linings                                 |
| 2014 | As I Lay Dying                                               | Viel Lärm um nichts Mud Ganz weit hinten Short Term 12                                                                                       |
| 2015 | Grand Budapest Hotel                                         | Archipelago Like Father, Like Son Wir sind die Besten (Vi är bäst!) Will You Still Love Me Tomorrow?                                         |
| 2016 | Tangerine L.A.                                               | 5 Zimmer Küche Sarg Alles über Elly Mustang Spotlight                                                                                        |
| 2017 | Moonlight                                                    | Bühne des Lebens (Don’t Think Twice) Certain Women Little Men Unsere kleine Schwester                                                        |
| 2018 | Shape of Water – Das Flüstern des Wassers                    | Call Me by Your Name I, Tonya The Killing of a Sacred Deer The Little Hours                                                                  |
| 2019 | Shoplifters – Familienbande                                  | The Death of Stalin We the Animals The Ballad of Buster Scruggs The Party                                                                    |
| 2020 | Parasite                                                     | The Farewell The Last Black Man in San Francisco Marriage Story Sword of Trust                                                               |
| 2021 | Kajillionaire                                                | Der Rausch Blow the Man Down I’m Thinking of Ending Things Lovers Rock Sorry We Missed You                                                   |